# Pjotr Spiridonowitsch Agafoschin
Pjotr Spiridonowitsch Agafoschin (russisch Пётр Спиридонович Агафошин; * 17. Dezemberjul. / 29. Dezember 1874greg. in Pirogowo, Gouvernement Rjasan; † 1. Juli 1950 in Moskau) war ein russischer Gitarrist und Musikpädagoge. Er war Anfang des 20. Jahrhunderts bekanntester Gitarrist in Moskau.

## Leben
Agafoschin wurde in einer Bauernfamilie geboren. Er wurde von seinem Vater in Gitarre unterrichtet und erhielt Hilfestellung von Lehrern in Moskau (z. B. vom Musikredakteur Walerian Russanow). Von 1898 bis 1908 war er Solist der Moskauer Gesellschaft für Mandoline und Gitarre sowie ab 1912 im Maly-Theater. Er stand im freundschaftlichen Verhältnis zu Künstlern wie dem Maler Wassili Surikow. Er begleitete mehrere Sänger auf der Gitarre (u. a. Fjodor Schaljapin, Dmitri Smirnow und Titta Ruffo). Im Jahr 1916 wirkte er an der Oper Don Quichotte von Jules Massenet im Bolschoi-Theater mit. 1927 lernte er bei Andrés Segovia (1893–1987). Von 1930 bis 1950 unterrichtete er Gitarre am Moskauer Konservatorium. 
Er trug maßgeblich zur Verbreitung der 6-saitigen Gitarre in Russland bei. 
Zu seinen Schülern gehört Alexander Iwanow-Kramskoi (1912–1973).